# Anastomus
Genre
Taxons de rang inférieur
Le genre Anastomus regroupe deux espèces d'oiseaux appartenant à la famille des ciconiidae. Bec-ouvert est le nom français que la nomenclature aviaire en langue française (mise à jour) a donné à ces 2 espèces d'oiseaux.

## Liste des espèces
D'après la classification de référence (version 14.1, 2024) de l'Union internationale des ornithologues, il y a 2 espèces du genre Anastomus (ordre philogénique) :
- Anastomus lamelligerus (Temminck, 1823) — Bec-ouvert africain ;
- Anastomus oscitans (Boddaert, 1783) — Bec-ouvert indien.